# Francesc Canet i Coma
Francesc Canet i Coma (Vilamalla, 29 d'abril de 1954) és un professor, polític i periodista català, diputat a les Corts Espanyoles en la VII i VIII legislatures.

## Biografia
Llicenciat en Geografia i Història per la Universitat Autònoma de Barcelona, professor d'ensenyament secundari des de 1979 i catedràtic d'Història de l'IES Ramon Muntaner de Figueres des de 1993.
Com a periodista d'opinió, ha col·laborat a El Punt, al Setmanari de l'Alt Empordà, al Diari de Girona, a l'Hora Nova i a l'Empordà Federal. En la faceta de periodista esportiu ha treballat a la Cadena SER, a Ràdio Vilafant i a El Punt. Va ser cap de premsa adjunt, secció futbol, en els Jocs Olímpics de Barcelona de 1992.
Militant d'Esquerra Republicana de Catalunya, va ser regidor de l'Ajuntament de Figueres entre el 2003 i el 2012 -ciutat de la qual va ser vicealcalde entre el 2010 i el 2011- i diputat per la circumscripció de Girona a les eleccions generals espanyoles de 2004. El 2006 va dimitir per tal de preparar-se per a les eleccions municipals del 2007 i fou substituït per Laia Cañigueral i Olivé. Fou novament reelegit a les eleccions generals espanyoles de 2008.
Fou novament candidat d'ERC a Figueres a les eleccions municipals espanyoles de 2011. En 2012 renuncià a la seva acta de regidor per tornar a exercir la docència a l'IES Ramon Muntaner de Figueres.